# Валеријан Сидамон-Еристави
Валеријан Сидамон-Еристави (груз. ვალერიან სიდამონ-ერისთავი; 2. јул 1889 — 9. јун 1943) био је грузијски модернистички уметник и сценограф.

## Биографија
Рођен јe у граду Кварели у племићкој породици, Валеријан Сидамон-Еристави је студирао уметност у Тифлису и Москви.
Вративши се у Грузију 1915. године, стекао је име као карикатуриста и илустратор, а касније је прешао на историјско сликарство. Најпознатији је постао по сценографији за грузијско позориште и биоскоп, за коју је плодно сарађивао са главним редитељем Котеом Марјанишвилијем. Радио је као уметнички директор на око 35 филмова између 1922. и 1935. године. Крајем 1930-их, углавном се повукао да би предавао уметност.